# Leptospiràcies
Els leptospiràcias (Leptospiraceae), són una família de bacteris aerobias de l'ordre Spirochaetales amb un diàmetre cel·lular de 0,1 micròmetres i els extrems corbats. Contenen àcid diaminopimèlic. Utilitzen àcids grassos i alcohols de llargues cadenes com a fonts de carboni i energia.
Posseeix un únic gènere, Leptospira.